# لويس غرينفيلد
لويس غرينفيلد (بالإنجليزية: Lois Greenfield)‏ هي مصورة أمريكية، ولدت في 18 أبريل 1949 في نيويورك في الولايات المتحدة.

## وصلات خارجية
- الموقع الرسمي